# انکو جورگی
انکو جورگی (انگلیسی: Eneko Jauregi؛ زادهٔ ۱۳ ژوئیهٔ ۱۹۹۶) بازیکن فوتبال اهل اسپانیا است.
از باشگاه‌هایی که در آن بازی کرده‌است می‌توان به باشگاه فوتبال کوردوبا و باشگاه فوتبال آستراس تریپولی اشاره کرد.